# Acutandra
Acutandra är ett släkte av skalbaggar som ingår i familjen långhorningar.

## Arter
- Acutandra araucana (Bosq, 1951)
- Acutandra degeerii (Thomson, 1867)
- Acutandra murrayi (Lameere, 1912)
- Acutandra punctatissima (Thomson, 1861)
- Acutandra ubitiara (Santos-Silva & Martins, 2000)